# Place-des-Arts (metrostation)
Place-des-Arts is een metrostation in het stadsdeel Ville-Marie van de Canadese stad Montréal.
Het station werd geopend op 14 oktober 1966 en wordt bediend door de groene lijn van de metro van Montréal. Vanaf 2025 zal ook de nieuwe roze lijn het station aandoen.
- Virtual International Authority File: 248322629